# Saison 6 de Fear the Walking Dead
 (octobre 2020).
Si vous disposez d'ouvrages ou d'articles de référence ou si vous connaissez des sites web de qualité traitant du thème abordé ici, merci de compléter l'article en donnant les références utiles à sa vérifiabilité et en les liant à la section « Notes et références ».
Chronologie
Saison 5 Saison 7
La sixième saison de Fear the Walking Dead, série télévisée américaine dérivée de l'univers de The Walking Dead, est diffusée du 11 octobre 2020 au 13 juin 2021 sur AMC, aux États-Unis.

## Synopsis
Le groupe a été séparé par Virginia, chacun tente de survivre de son côté en ayant le même but : se retrouver. Il ne s'agit plus de survivre aux morts, mais de se défaire des griffes des vivants. Le groupe tentera de se retrouver, grâce à une aide commune, afin d'éliminer leur bourreau. Nos survivants essayeront de repartir sur des bases solides en bâtissant un lieu sûr, en mémoire des êtres perdus.

## Distribution

### Acteurs principaux
- Alycia Debnam-Carey (VF : Anouck Hautbois) : Alicia Clark
- Lennie James (VF : Thierry Desroses) : Morgan Jones
- Maggie Grace (VF : Ingrid Donnadieu) : Althea « Al » Szewczyk-Przygocki
- Colman Domingo (VF : Lucien Jean-Baptiste) : Victor Strand
- Danay García (VF : Ludivine Maffren) : Luciana Galvez
- Garret Dillahunt (VF : Vincent Ropion) : John Dorie Jr. (épisodes 1 à 9)
- Austin Amelio (VF : Alexis Victor) : Dwight
- Mo Collins (VF : Marie-Madeleine Burguet-Le Doze) : Sarah Rabinowitz
- Alexa Nisenson (VF : Lisa Caruso) : Charlie
- Karen David (VF : Ariane Aggiage) : Grace Mukherjee
- Christine Evangelista (VF : Victoria Grosbois) : Sherry (depuis l’épisode 4)
- Colby Hollman (VF : Mike Fedée) : Wes
- Zoe Colletti (VF : Maryne Bertieaux) : Dakota
- Rubén Blades (VF : Gilbert Lévy) : Daniel Salazar
- Jenna Elfman (VF : Céline Monsarrat) : June Dorie
- Keith Carradine (VF : Patrick Bonnel) : John Dorie Sr. (depuis l'épisode 13)

### Acteurs récurrents
- Colby Minifie (VF : Youna Noiret) : Virginia (épisodes 1 à 9)
- Brigitte Kali Canales (VF : Julie Mouchel) : Rachel (épisodes 1, 3, 9, 10 et 16)
- Peter Jacobson (VF : Roland Timsit) : Jacob Kessner
- Holly Curran (VF : Alice Taurand) : Janis (épisodes 1 à 4)
- Craig Nigh (VF : Laurent Maurel) : Hill
- Devyn Tyler (VF : Déborah Claude) : Nora
- Daryl Mitchell (VF : Frantz Confiac) : Wendell
- Cory Hart (VF : Matthieu Albertini) : Rollie
- Justin Smith (en) (VF : Bertrand Dingé) : Marcus
- John Glover (VF : Guy Chapellier) : Theodore « Teddy » Maddox (épisodes 11 à 16)
- Nick Stahl (VF : Patrick Mancini) : Riley (épisodes 11 à 16)
- Sebastian Sozzi (VF : Philippe Bozo) : Cole (épisode 14)
- Rhoda Griffis (VF : Maïté Monceau) : Vivian (épisode 14)

### Invités
- Demetrius Grosse (en) (VF : Jean-Baptiste Anoumon) : Emile LaRoux (épisode 1)
- Michael Abbott Jr. (VF : Marc Arnaud) : Isaac (épisode 1)
- Sydney Lemmon (en) (VF : Patricia Spehar) : Isabelle (épisode 3 et 16)
- Damon Carney : Walter
- Raphael Sbarge (VF : Éric Aubrahn) : Ed (épisode 7)
- Kenneth Wayne Bradley (VF : Thierry Walker) : Douglas (épisode 14)
- Omid Abtahi (VF : Sébastien Desjours) : Howard (épisode 16)

## Production

### Développement
Le 19 juillet 2019, la série a été renouvelée pour une sixième saison.

### Attribution des rôles
En décembre 2019, il a été annoncé que Zoe Colletti se joindrait à la distribution principale pour la sixième saison dans un rôle non divulgué, et que Mo Collins et Colby Hollman ont été promus réguliers de série.

### Tournage
En mars 2020, la production pour la sixième saison est interrompue en raison de la pandémie de Covid-19.

## Liste des épisodes
1. La Fin, c'est le commencement
2. Bienvenue au club
3. Alaska
4. La Clé
5. Chérie
6. June lutte pour sauver des vies
7. Faire des dégâts de l'intérieur
8. La Porte
9. Ce qu'il reste à faire
10. Manipuler avec soin
11. La Propriété
12. En rêves
13. J.D.
14. Mère
15. USS Pennsylvania
16. Le Commencement

### Épisode 1:La Fin, c'est le commencement
- États-Unis : 11 octobre 2020 sur AMC
- France : 12 octobre 2020 sur Prime Vidéo[1] (en VF)

- États-Unis : 1,59 million de téléspectateurs (première diffusion)

### Épisode 2:Bienvenue au club
- États-Unis : 18 octobre 2020 sur AMC
- France : 19 octobre 2020 sur Prime Vidéo (en VF)

- États-Unis : 1,55 million de téléspectateurs (première diffusion)

- Charissa Allen (Adrienne)
- Samuel French (Ben)
- Noah Khyle (Cameron)
- Satya Nikhil Polisetti (Sanjay)
- Justin Smith (Marcus)
- Lee Stringer (Jeb)

### Épisode 3:Alaska
- États-Unis : 25 octobre 2020 sur AMC
- France : 26 octobre 2020 sur Prime Vidéo (en VF)

- États-Unis : 1,50 million de téléspectateurs (première diffusion)

- Devyn Tyler (en) (Nora)
- Sydney Lemmon (en) (Isabelle)
- Todd Terry (Lee)

### Épisode 4:La Clé
- États-Unis : 1er novembre 2020 sur AMC
- France : 2 novembre 2020 sur Prime Vidéo (en VF)

- États-Unis : 1,28 million de téléspectateurs (première diffusion)

John Dorie, comme Strand et Alicia, est en poste à Lawton, la base du clan de Virginia. Il écrit des lettres à June qu'il envoie secrètement par l'intermédiaire de Janis, la blanchisseuse. Il dit à June qu'il aime son travail, qu'il aime aider les gens, qu'il a le sentiment de servir un but. Un matin, un garde forestier nommé Cameron ne se présente pas à son poste, ce qui déroute John. Suspect, John vérifie derrière sa maison et trouve un Cameron mort-vivant empêtré dans des barbelés avec deux rôdeurs. Il veut enquêter sur l'incident au cas où ce ne serait pas un accident, mais Virginia lui fait signe de ne pas le faire. L'homme était ivre. Il a probablement juste trébuché et est tombé. Mais Dorie persiste et se faufile pour chercher des indices. Il trouve une boucle d'oreille près de l'endroit et l'apporte à Virginia. 
Virginia continue de dire qu'il n'y a rien à craindre, mais quand elles surprennent Janis en train d'essayer de s'enfuir, elle fouille son sac et trouve la boucle d'oreille assortie. Janis insiste sur le fait qu'elle a été placée là, et même la petite sœur de Virginia, Dakota, dit à Dorie qu'elle pense que sa grande sœur protège quelqu'un. Janis n'est qu'un bouc émissaire. Elle et la victime avaient prévu de s'enfuir ensemble.
Dorie continue donc à enquêter. Il déterre même le cadavre enterré de l'homme assassiné. Après avoir frôlé la mort avec deux rôdeurs qui tombent dans la tombe avec lui, il trouve une partie de ce qu'il croit être un manche de couteau en os. Il engage Strand pour l'aider et ils continuent à creuser, découvrant qu'un couteau correspondant à cette description a été sorti de l'armurerie, mais il n'y a aucune trace de qui l'a vérifié. Quelqu'un tente de couvrir ses traces.
Janis avoue alors le meurtre. C'est clairement une confession bidon, mais elle le fait quand même, même si elle sait qu'elle se condamne elle-même. Nous apprenons plus tard qu'elle et Strand ont trouvé un moyen d'empêcher Dorie de subir le même sort. Et Virginia tient sa promesse d'utiliser Janis comme exemple. Dorie entend de la musique dans les bois la nuit et trouve des zombies en train de se régaler de quelqu'un. Lorsqu'il les tue et les décolle du corps, tout ce qu'il trouve, ce sont des jambes et des entrailles. Le reste de la pauvre femme rampe à une petite distance, complètement zombifiée. Dorie est furieux. Il affronte à la fois le rabbin Jacob et Strand. Strand, en fait, a dit à Virginia qu'il pensait que Janis risquait de s'enfuir.  ohn n'est pas apaisé. Il frappe Strand au visage - violemment - et une bagarre éclate. La seule raison pour laquelle Dorie ne saisit pas son arme est que Jacob l'écarte d'un coup de pied.
Finalement, Dorie est récompensé pour sa ténacité et son engagement à trouver la vérité, même si la vérité n'a jamais été ce que Virginia voulait. Nous apprenons également qu'elle avait lu en secret ses lettres et que c'était Janis qui les lui avait fournies. La récompense de Dorie ? June, que Virginia transfère à Lawton, est l'un des avantages dont bénéficie Dorie pour être devenue Ranger.
Pendant ce temps, Morgan conduit avec le chien de chasse d'Emile lorsqu'un SUV le percute. Il sort de la voiture et affronte le conducteur qui lui demande où se trouve Emile. Un autre homme sort du siège passager et se place derrière Morgan. Ils veulent « la clé ». Morgan finit par tuer les deux hommes avec sa hache-lance. Il éventre le passager, renversant littéralement les intestins de l'homme d'un coup de lame de hache. Le conducteur lui fait une prise de tête, mais il parvient à se libérer. C'est alors que la clé autour de son cou pend de sous sa chemise et l'homme la voit. Il se précipite vers Morgan et Morgan le pique avec la pointe. Morgan se demande à haute voix ce que la clé déverrouille,,,

### Épisode 5:Chérie
- États-Unis : 8 novembre 2020 sur AMC
- France : 9 novembre 2020 sur Canal+ Séries (en VF)

- États-Unis : 1,24 million de téléspectateurs (première diffusion)

### Épisode 6:June lutte pour sauver des vies
- États-Unis : 15 novembre 2020 sur AMC
- France : 16 novembre 2020 sur Canal+ Séries (en VF)

- États-Unis : 1,27 million de téléspectateurs (première diffusion)

Une femme nommée Paige court à travers les bois. Virginia et ses hommes l'attrapent et la confrontent. Paige est affectée à la coupe du bois depuis qu'un homme nommé Jasper a perdu sa jambe, et le message peint « LA FIN EST LE COMMENCEMENT » apparait sur les arbres. Paige prétend que ce qu'elle fait est « à propos de l'avenir » avant de se tirer une balle. Furieuse, Virginia ordonne à ses hommes d'enterrer Paige « à côté de la jambe de Jasper ».
June et Sarah gèrent désormais une clinique mobile, mais elles n'arrivent pas à sauver des gens : un homme meurt d'une appendicite éclatée sur la table d'opération. John passe chercher June. Toujours hanté par la mort de Janis, John essaie de convaincre June de fuir avec lui dans sa cabane. Il est interrompu par un appel de détresse de Luciana concernant l'explosion d'un nouveau puits à Tank Town.
Virginia, John, June, Sarah, Luciana et d'autres pionniers se battent pour sauver les survivants de la catastrophe. Le même message tagué "LA FIN EST LE DÉBUT" convainc Virginia qu'il ne s'agit pas d'un accident. Après avoir trouvé le matériel artistique appartenant à Wes, blessé, Virginia le torture pour obtenir des réponses, croyant qu'il en est responsable. June intervient et sauve Wes.
June et Virginia sont piégées par une explosion, et Virginia est attaquée par un rôdeur qui lui mord la main. June hésite à amputer Virginia, la blâmant pour la mort des ouvriers. Virginia insiste sur le fait que ses méthodes sont nécessaires pour protéger sa communauté. June décide de sauver Virginia, qui accepte de lui donner son propre hôpital. John les sauve tous les deux avant que Tank Town ne soit détruite.

### Épisode 7:Faire des dégâts de l'intérieur
- États-Unis : 22 novembre 2020 sur AMC
- France : 23 novembre 2020 sur Canal+ Séries (en VF)

- États-Unis : 1,09 million de téléspectateurs (première diffusion)

Dakota et Strand voyagent en voiture, escortés par un convoi de Rangers. Ils sont pris en embuscade par un groupe inconnu, laissant Strand et un Ranger solitaire en vie. Alicia et Charlie montent la garde dans un avant-poste. Strand sollicite leur aide pour retrouver Dakota, promettant qu'il a un plan pour faire tomber Virginia.
Dakota s'est enfuie dans un ancien pavillon de chasse occupé par un taxidermiste nommé Ed qui utilise ses compétences pour modifier les rôdeurs. Alicia et Charlie arrivent, et malgré ses habitudes bizarres, Ed se montre amical. Se liant d'amitié avec lui, Dakota révèle qu'elle ne veut pas rentrer parce que Virginia a tué ses parents. Motivée par son propre plan de reprendre le stade, Alicia contacte secrètement Virginia pour échanger Dakota contre sa liberté et celle de Charlie. Cela met Ed en colère ; il attire les rôdeurs des environs pour que les filles ne puissent pas partir. Dans le combat qui s'ensuit, Alicia empale accidentellement Ed sur des bois de cerf. Ed se sacrifie alors à la horde qu'il a invoquée, suppliant Alicia de garder Dakota en sécurité. Morgan apparaît et aide Alicia à éliminer les rôdeurs.
Après avoir enterré Ed, Morgan révèle son projet d'échanger Dakota contre le reste de leur groupe. Alicia a changé d'avis à propos de Dakota et se dispute avec lui. Elle réalise alors que Morgan est celui qui a attaqué le convoi pour prendre Dakota en otage. Lorsqu'Alicia menace de partir, Morgan accepte d'emmener Dakota avec eux dans sa nouvelle colonie. Strand arrive au lodge et supplie tout le monde de ne pas détruire ses efforts acharnés pour gagner la confiance de Virginia. Strand finit par se retirer mais refuse de suivre Morgan, retournant plutôt chez les pionniers.

### Épisode 8:La Porte
- États-Unis : 11 avril 2021 sur AMC[2]
- France : 12 avril 2021 sur Canal+ Séries[2],[1] (en VF)

- États-Unis : 1,17 million de téléspectateurs (première diffusion)

Seul dans sa cabane, John se prépare à se suicider , mais il est interrompu par des rôdeurs échoués sur le rivage. En enquêtant sur le périmètre, John trouve Morgan et Dakota, qui se cachent des rangers de Virginie. Une horde de rôdeurs bloque le seul pont qui permet de sortir de la zone. John accepte de les aider à traverser la horde, mais refuse de rejoindre la nouvelle communauté de Morgan malgré les incitations constantes de ce dernier.
Virginia contacte Morgan, révélant qu'elle retient Grace , Daniel , Sarah, June et Wes en otage pour assurer la sécurité de Dakota. Le ranger Marcus trouve la cabane et capture Morgan, forçant John à le tuer. En modifiant un vieux camion, les trois se frayent un chemin à travers la horde, mais avant que John ne puisse rentrer, Morgan organise une rencontre avec Virginia à la cabane de John pour forcer John à sortir de son isolement. Alors que Morgan s'absente, John découvre que le couteau de Dakota a le même manche que celui impliqué dans la mort de Cameron. Dakota avoue le meurtre et tire sur John pour protéger son secret. Morgan voit le couteau à son retour et réalise la vérité. Sous la menace d'une arme, Dakota ordonne à Morgan de l'emmener à sa colonie comme prévu. Elle révèle qu'elle est celle qui l'a sauvé à Humbug's Gulch après que Virginia lui ait tiré dessus, et explique que la seule raison pour laquelle elle l'a sauvé était parce qu'elle voulait qu'il tue Virginia.

### Épisode 9:Ce qu'il reste à faire
- États-Unis : 18 avril 2021 sur AMC
- France : 19 avril 2021 sur Canal+ Séries (en VF)

- États-Unis : 1,12 million de téléspectateurs (première diffusion)

Dévastée, June creuse une tombe pour John. Elle s'empare de l'arme de John sur son cadavre, mais le garde forestier Hill l'en empêche. June demande à Virginia pourquoi Dakota a assassiné John en vain.
La nuit, Virginia et les Pioneers interrogent Sarah , Daniel Salazar , Grace, Luciana  et Wes  sur l'endroit où se trouve Morgan . Frustrés, ils frappent Daniel et Virginia menace à la radio de tuer Grace. Morgan apparaît et dit aux Pioneers la vérité sur le meurtre de Cameron. Strand  et les Pioneers qui lui sont fidèles se retournent contre Virginia. Lorsque Virginia essaie de tirer, Strand la blesse et une fusillade éclate. Virginia ordonne à Hill de partir avec Grace et Daniel en otages. Morgan capture Virginia et s'échappe avec elle.
Le lendemain, Morgan soigne la blessure de Virginia et lui dit qu'il compte la garder en vie pour l'échanger contre Grace et Daniel. Virginia révèle à Morgan que Dakota est en fait sa fille. Plus tard, Sherry et son groupe masqué arrivent dans le camion du SWAT, forçant Morgan et Virginia à fuir. La blessure de Virginia rend la fuite difficile et Sherry la rattrape. Morgan dit à Sherry qu'ils ne peuvent pas tuer Virginia car il a besoin d'elle pour ses amis. Sherry les laisse partir à contrecœur.
Morgan amène Virginia dans sa colonie et demande à Alicia , Dwight , Althea et Charlie de protéger Virginia. Cependant, Strand, les rebelles pionniers et le groupe masqué arrivent, exigeant justice de Morgan. Virginia accepte son sort et dit à Morgan qu'elle libérera Grace et Daniel si Morgan la tue lui-même. Morgan est sur le point d'exécuter Virginia en public, mais s'arrête.
Virginia avoue à Dakota qu'elle est sa mère, mais Dakota la rejette. Les groupes de Sherry et Strand demandent à nouveau que Virginia leur soit livrée. Morgan refuse ; il invite tout le monde à rejoindre sa colonie. Strand choisit de rester avec les pionniers. Sherry décline également malgré les supplications de Dwight.

### Épisode 10:Manipuler avec soin
- États-Unis : 25 avril 2021 sur AMC
- France : 26 avril 2021 sur Canal+ Séries (en VF)

- États-Unis : 1,1 million de téléspectateurs (première diffusion)

Dans le présent, Daniel  passe un test cognitif dans une cellule de prison. Il déclare qu'au début de la journée, il se sentait plein d'espoir, mais ensuite tout a changé. Son récit des évènements se poursuit tout au long de l'épisode.
Dans une série de flashbacks, Morgan invite Sherry et Strand  à Valley Town, pour discuter d'une nouvelle menace. Chargé de la sécurité, Daniel récupère les armes de leurs invités et enferme le tout dans une cabane. Grace ressent des contractions alors Morgan part avec le camion du SWAT pour récupérer du matériel médical, laissant Daniel aux commandes.
Daniel préside une réunion où ils interrogent Dakota sur la nouvelle menace qui est le groupe qui a attaqué Tank Town . Les voix s'élèvent car chaque partie croit qu'il y a des infiltrés parmi eux. La discussion prend fin lorsqu'une explosion fait exploser leur abri, attirant de nombreux marcheurs dans la vallée.
Daniel se rend à la cabane et découvre que toutes les armes ont disparu. Il dit à Charlie  et Grace de se cacher jusqu'au retour de Morgan. Daniel laisse alors intentionnellement des rôdeurs entrer dans la colonie pour découvrir qui a pris les armes. Lorsqu'un rôdeur est sur le point de tuer Dwight, Strand le sauve en utilisant un pistolet. Daniel enferme Strand et exige où sont les armes, mais Strand insiste sur son innocence. Daniel montre à Strand la prothèse de pommette qu'il porte grâce à la balle de Strand. Il est sur le point de tuer Strand lorsque Morgan revient, envoyant les rôdeurs avec le camion SWAT. Alors que le groupe se rassemble, Daniel fait plusieurs déclarations déroutantes. Ils découvrent en outre que les armes se trouvent dans le hangar de Daniel. Daniel est enfermé.
Dans le présent, June se révèle être la personne qui évalue Daniel. Elle lui diagnostique un trouble psychologique indéterminé. Morgan discute brièvement de la possibilité que Daniel fasse semblant, mais June juge cela peu probable, alors Daniel est libéré.
Alors que les groupes se préparent à décoller, Dakota prend la parole. Elle se souvient que Virginia avait dit que les personnes qui peignaient les messages de fin du monde se cachaient sous terre. Leur dernier lieu de résidence connu était Dallas. Les groupes décident de régler le problème ensemble.

### Épisode 11:La Propriété
- États-Unis : 2 mai 2021 sur AMC
- France : 3 mai 2021 sur Canal+ Séries (en VF)

- États-Unis : 1,03 million de téléspectateurs (première diffusion)

Alicia ( Alycia Debnam-Carey ), Althea ( Maggie Grace ), Luciana ( Danay García ) et Wes (Colby Hollman) se font passer pour de nouvelles recrues pour infiltrer une secte appelée « The Holding », une colonie souterraine où les ouvriers transforment les rôdeurs en terre pour cultiver de la nourriture. En entrant dans la salle souterraine par un ascenseur, ils passent devant un mur où est peint « LA FIN EST LE DÉBUT ».
Un ouvrier nommé Riley ( Nick Stahl ) les interroge à la demande du chef du Holding, Teddy ( John Glover ). Dans le cadre de leur initiation, le groupe doit examiner un rôdeur empêtré dans le feuillage et décrire « ce qu'ils voient ». Plus tard, un groupe de personnes arrive, dont le frère de Wes, Derek, que Wes pensait mort depuis longtemps. Alors qu'ils se réunissent, Derek révèle qu'il est celui qui a commencé à peindre le message. Wes essaie d'obtenir plus d'informations, mais Derek prétend que Wes « n'est pas encore prêt ». Pendant que Derek est parti, Wes et Althea fouillent la chambre de Derek et trouvent des cartes des colonies locales, dont Tank Town et Lawton, ainsi que les allées et venues du groupe d'Isabelle. Wes confronte Derek au sujet des attaques du Holding contre les colonies ; Derek explique que la seule façon pour que le monde puisse recommencer est de détruire tout et tout le monde à la surface.
Le groupe tente de s'échapper en emmenant Derek avec eux, mais ils sont rattrapés par Riley, qui les conduit dans une salle d'embaumement. Il propose de leur épargner la vie s'ils révèlent l'emplacement de Morgan. Ils refusent tous, mais Derek est autorisé à essayer de montrer à Wes "la vérité". Derek ramène Wes au rôdeur exposé et lui demande ce qu'il voit. Wes réalise que Derek savait qu'il était à Tank Town lors de l'attaque ; il répond qu'il voit une image miroir dans le rôdeur, mais pas de lui-même. Une bagarre s'ensuit. Wes domine Derek et le jette contre le rôdeur. Le rôdeur mord Derek, le tuant.
Wes retourne auprès de ses amis et menace Riley d'une arme. Ils s'enfuient dans une pièce remplie de rôdeurs embaumés. Alicia en ouvre plusieurs pour libérer le liquide d'embaumement et met le feu au complexe pendant que les autres s'échappent. À leur retour, Morgan promet de sauver Alicia.

### Épisode 12:En rêves
- États-Unis : 9 mai 2021 sur AMC
- France : 10 mai 2021 sur Canal+ Séries (en VF)

- États-Unis : 990 000 téléspectateurs (première diffusion)

Grace se retrouve dans le futur, seize ans plus tard. Elle découvre qu'elle est morte en donnant naissance à sa fille Athena, mais tous ses amis ont prospéré. En voyageant avec Athena, Grace remarque des problèmes dans le monde qui l'entoure et réalise qu'elle rêve. Dans le monde réel, Grace est assommée par une explosion provoquée par Riley et les croyants.
Son rêve étant parallèle au monde réel, Grace se fraye un chemin à travers le monde des rêves, se liant à sa fille tout en échappant aux forces de Riley. Elle commence à croire que le rêve est prophétique : elle doit se réveiller pour donner naissance à Athéna, avant de mourir elle-même.
Dans le monde réel, Morgan se réfugie auprès de Grace dans une écurie. Morgan tue les hommes de Riley, forçant Riley à battre en retraite. Alors que le cœur de Grace s'arrête et que Morgan tente de la réanimer, dans le rêve, Grace dit au revoir à Athena et Morgan, et marche vers la lumière. Cela ressuscite Grace dans le monde réel.

### Épisode 13:J.D.
- États-Unis : 16 mai 2021 sur AMC
- France : 17 mai 2021 sur Canal+ Séries (en VF)

- États-Unis : 1,09 million de téléspectateurs (première diffusion)

June s'approche de Valley Town pour vérifier la santé de Grace . Morgan lui interdit d'entrer et dit que le bébé de Grace serait encore en vie si June n'avait pas fait équipe avec Virginia pour construire un hôpital isolé.
June vérifie les voitures abandonnées pour trouver des provisions. "La fin est le début" est tagué sur la route. June marque l'emplacement sur une carte des endroits où le groupe ennemi s'est rendu. Elle regarde la lettre que John lui a écrite mais ne la lit pas. Dwight trouve June et lui assure que Morgan ne pensait pas ce qu'il a dit. June se demande si John serait encore en vie si elle avait quitté la Virginie quand il le lui a demandé. Sherry les rejoint et fouille les voitures à la recherche de carburant. June suggère qu'ils recherchent Ranger Hill pour en savoir plus sur le groupe derrière les messages tagués. Quelqu'un leur tire dessus. June cherche le sniper pendant que Dwight et Sherry tuent les rôdeurs .
June trouve un camping-car sur la route et y grimpe par une fenêtre. Elle voit une carte marquée de photos des endroits où le groupe ennemi s'est rendu. Le sniper la coince sous la menace d'une arme et lui demande pourquoi elle est là. June dit qu'ils sont dans la même équipe et propose qu'ils partagent des informations sur le groupe ennemi. L'homme dit qu'il recherche le groupe depuis plus longtemps qu'elle. June dit qu'il manque un endroit sur sa carte - le verger . L'homme lui ordonne de l'y conduire.
June conduit la voiture en menaçant son arme. Elle s'arrête brusquement et pointe son arme sur l'homme. Il reconnaît son revolver et dit que les initiales « JD » gravées sur le manche sont les siennes : il est le père de John .
Sherry descend la route à cheval à un rythme effréné. Dwight essaie de suivre le rythme et craint qu'ils ne fassent travailler les chevaux trop dur. Il demande à Sherry pourquoi elle est là. Sherry continue à monter.
June demande à Dorie Sr. s'il a des questions sur John. Dorie Sr. en déduit que John est mort. June se rend compte qu'elle a perdu sa veste avec la lettre de John et dit qu'ils doivent faire marche arrière. Dorie Sr. lui ordonne plutôt de se rendre au verger. June fait tourner le moteur mais le camping-car ne démarre pas.
Dorie Sr. trouve un ranger zombifié coincé sous le camping-car. Le camping-car fume lorsque June essaie de le redémarrer. Dorie Sr. dit que le camping-car est cassé.
Dwight et Sherry dévalent la route. Dwight retrouve plus tard Sherry par terre, le cheval mourant près d'elle. Sherry abat le cheval et révèle finalement qu'elle cherche du carburant pour pouvoir retourner en Virginie et tuer Negan . Dwight accepte de l'aider à trouver du carburant si elle l'aide à retrouver June.
Dwight et Sherry voyagent ensemble et trouvent la veste de June accrochée à un arbre.
June lit un article de journal dans lequel Dorie Sr. dit que Teddy est responsable des messages tagués et admet qu'il a dû piéger Teddy pour le faire atterrir en prison . Il dit que son mensonge l'a poussé à boire et qu'il a quitté sa famille parce que John était mieux sans lui. June se rend compte que Hill se cache probablement dans la cabane de John et dit qu'ils doivent y aller. Dorie Sr. refuse, mais June dit que Hill a l'autre pistolet de John .
June et Dorie Sr. se promènent dans les bois. June propose de panser une blessure à la main de Dorie Sr., qui suggère de s'arrêter au magasin d'appâts local , le même où June et John avaient l'habitude de louer des films.
Dwight et Sherry fouillent le camping-car et trouvent une note de June qui dit qu'elle se dirige vers la cabane. Ils supposent que Hill aura un camion que Sherry pourra conduire jusqu'en Virginie.
June soigne la main de Dorie Sr. au magasin d'appâts. Dorie Sr. l'enferme dans une pièce pour la garder en sécurité pendant qu'il se rend à la cabane.
Dwight et Sherry se souviennent de leur relation, puis entendent June frapper dans le magasin d'appâts à proximité.
Dorie Sr. arrive à la cabane mais la trouve vide. Il sort et se fait prendre en embuscade par Hill. Dorie Sr. dépasse Hill et exige d'en savoir plus sur Teddy. Hill dit que Teddy a l'intention de tuer tout le monde. Dorie Sr. dit à Hill de partir, mais Hill riposte et tire sur Dorie Sr. June, Dwight et Sherry tuent Hill et aident Dorie Sr. à se relever.
Dorie Sr. se réveille dans la cabane et sort. Il voit June remercier Dwight et Sherry d'avoir retrouvé sa veste.
June retrouve Dorie Sr. dehors et lui conseille de se reposer davantage. Dorie Sr. regrette de n'avoir jamais dit au revoir à John. June dit qu'il n'est pas trop tard.
June, Dwight, Sherry et Dorie Sr. se tiennent près de la tombe de John. June lit la lettre de John à haute voix. Dans sa lettre, John espère que June lui pardonnera de l'avoir quittée pour sauver Janis, tout comme il a pardonné à son père. Il dit que son père était un homme bon qui l'a quitté par amour. John dit que June l'a aidé à réaliser que sa vie valait la peine d'être vécue. June pleure.
Sherry dit à Dwight qu'elle a utilisé Negan comme excuse pour rompre, alors qu'en fait elle a juste peur de ne pas pouvoir redevenir celle qu'elle était. Dwight lui répond qu'elle n'a pas besoin d'être la même personne qu'avant. Ils se prennent dans les bras et décident de prendre un nouveau départ.
June rend ses alliances à Dwight et le remercie de les avoir prêtées à elle et à John. Dwight et Sherry montent sur leur cheval. June démarre le camion.

### Épisode 14:Mère
- États-Unis : 23 mai 2021 sur AMC
- France : 24 mai 2021 sur Canal+ Séries (en VF)

- États-Unis : 940 000 téléspectateurs (première diffusion)

Dans un flashback, Teddy est assis dans sa cellule dans le couloir de la mort. Des coupures de journaux accrochées au mur révèlent qu'il est dans le couloir de la mort pour meurtre.
Un garde traîne un prisonnier vers son lieu d'exécution. Teddy assure au prisonnier qu'il va bientôt commencer une nouvelle vie.
Teddy entend un vacarme. La porte de sa cellule s'ouvre alors que des rôdeurs envahissent le couloir de la mort et commencent à tuer des détenus à cause du comportement du prisonnier après son exécution. Teddy, ravi, pose un garde zombifié avec son stylo, attrape une photo de sa mère accrochée au mur et s'échappe.
Dans le présent, Alicia est allongée dans une pièce d'une ancienne école tandis que la voix de Teddy répète un message sur le système de sonorisation. Riley entre dans la pièce et lui demande si elle est prête à accepter la parole de Teddy. Elle ne répond pas. Riley part et verrouille la porte.
Le message de Teddy est diffusé en boucle sur le système de sonorisation, déclarant que les humains doivent briser le schéma ou ils sont condamnés à le répéter. Teddy et Riley entrent dans la chambre d'Alicia. Teddy dit à Alicia qu'ils partent bientôt pour leur nouvelle maison. Il cherche à obtenir le dévouement d'Alicia pour sa cause. Riley pointe son arme sur Alicia et dit qu'elle ne verra jamais la vérité. Teddy déclare qu'Alicia vient avec eux.
Dehors, un bus scolaire s'arrête avec de nouvelles recrues. Dakota sort du bus. Alicia fronce les sourcils et dit à Teddy que Dakota a tué l'un de ses amis . Teddy informe Riley qu'il s'occupe d'une affaire personnelle et que s'il ne rejoint pas le groupe d'ici demain, Riley sait quoi faire. Il donne à Riley la clé qu'ils ont obtenue de Morgan . Dakota dit en privé à Alicia qu'elle essaie de la sauver et propose qu'ils tuent Teddy. Alicia refuse l'aide de Dakota.
Teddy, Alicia et Dakota roulent sur une route. Alicia se rend compte qu'ils sont près du stade où elle vivait avec Madison .
Teddy emmène Alicia et Dakota dans un cimetière et sort un cercueil d'une tombe. « Bonjour, maman », dit-il. Il déclare que sa mère fera partie de leur nouveau départ.
De retour sur la route, Teddy explique que l'automne est sa chance de transformer le monde en ce qu'il pourrait être. Alicia demande ce que la clé déverrouille. Teddy élude la question. Le camion éclate un pneu sur un piège routier et dérape jusqu'à l'arrêt, faisant voler le cadavre de la mère de Teddy hors du plateau du camion. Des rôdeurs émergent des bois. Alicia et Dakota commencent à tuer des rôdeurs. Ils sont retrouvés par un gang , dirigé par Cole de la communauté du stade.
Alicia et Cole discutent de ce qu'ils ont fait après l'incendie du stade. Teddy demande à Cole s'il sait où ils peuvent trouver une nouvelle voiture. Cole dit qu'il y a un garage à proximité et propose de les accompagner, en raison de la présence de gangs locaux.
Teddy raconte à Dakota qu'il a passé 30 ans en prison pour avoir tué des gens qui ne voyaient pas le monde comme lui. Dakota dit qu'elle n'a tué que des gens qu'elle avait besoin de tuer - et que les gens semblent effrayés quand elle leur dit que tuer fait partie de la nouvelle réalité. Ils arrivent au garage. Cole prend Alicia à part et suggère de tuer Teddy, mais Alicia insiste pour découvrir son plan en premier. Elle explique que le groupe de Teddy a installé un bunker avec des provisions pour des années.
À l'intérieur du garage, un gang encercle le groupe d'Alicia sous la menace d'une arme. Alicia reconnaît Doug et Viv, qui font partie de la communauté du stade, et réalise que Cole est avec le gang.
La bande de Cole raccompagne Alicia, Dakota et Teddy jusqu'à leur camion. Cole explique qu'ils tuent les gens qui croisent leur chemin depuis qu'ils ont échappé à l'incendie du stade.
Le gang de Cole répare le camion de Teddy. Alicia dit à Cole qu'il peut prendre le camion s'il les laisse tranquilles. Cole exige de savoir où se trouve le bunker de Teddy, mais Teddy ne le lui dit pas. Cole tire sur le cadavre de la mère de Teddy, mais Teddy révèle que ce n'est pas sa mère. Cole invite Alicia à rejoindre son gang mais Alicia refuse. Cole force Alicia à se mettre à genoux pour la tuer.
Cole ordonne à Doug et Viv de tuer le groupe d'Alicia. Ils voient des rôdeurs s'approcher de la route. Alicia attaque Cole tandis que les rôdeurs tuent Doug, Viv et les autres membres du gang. Alicia dit à Cole que Madison est morte pour donner une chance à tout le monde, et que Cole a gâché cette chance. Elle l'abat après que Cole ait levé son fusil sur elle, puis abatte Doug et Viv réanimés.
Teddy félicite Alicia d'avoir laissé tomber son passé, mais Alicia refuse toujours de le suivre. Teddy remarque qu'Alicia lui rappelle sa mère. Alicia demande si sa mère pensait qu'il était fou aussi. Le sourire de Teddy s'estompe. Il explique qu'il a tué sa mère après qu'elle a menacé de le faire interner pour ses idées folles. Alicia lui demande comment il compte détruire le monde. Teddy dit que la clé lancera un missile depuis un sous-marin échoué à Galveston . Alicia pointe son arme sur la tête de Teddy. Dakota tourne son fusil de chasse sur Alicia en réponse, se rangeant du côté de Teddy, mais Teddy dit à Dakota qu'il veut Alicia vivante. Alicia appelle Strand par radio et lui dit que les clés sont pour un sous-marin près de Galveston. Le groupe de Teddy arrive.
Le groupe de Teddy arrive dans un complexe hôtelier . Teddy explique que le gouvernement a construit un bunker sous le complexe dans les années 1950 et que Riley l'a récemment découvert pour remplacer le Holding .

### Épisode 15:USSPennsylvania
- États-Unis : 6 juin 2021 sur AMC
- France : 7 juin 2021 sur Canal+ Séries (en VF)

- États-Unis : 870 000 téléspectateurs (première diffusion)

Valley Town a été abandonnée, Morgan étant la dernière personne à partir. En sortant, il regarde la colonie d'un air sombre. Pendant ce temps, à l'intérieur de l' USS Pennsylvania , Dakota est interrogée par Teddy . Teddy remarque que Dakota a sauvé la vie de Morgan pour lui donner un nouveau départ et une famille, et lui demande s'il l'a fait. Dakota nie cela et explique que Morgan a fondé une colonie où elle pourrait vivre, mais que sa mère a fait la même chose dix fois, et pourtant Dakota ne s'y est jamais sentie à l'aise.
Teddy conclut que c'est parce qu'ils voulaient tous les deux que Dakota soit quelqu'un qu'elle n'est pas, et se rappelle que ce qu'elle veut vraiment, c'est quelqu'un qui l'aime comme elle est. Dakota demande si elle peut trouver cette personne dans le nouveau monde de Teddy, mais il lui assure qu'elle l'a déjà fait, en se désignant lui-même. Dakota se demande pourquoi Teddy a piégé Alicia dans le bunker s'il a vu quelque chose de spécial en elle, et Teddy confirme qu'il l'a fait, mais explique qu'il aime ce qu'Alicia deviendra. Il ajoute que c'est quelque chose qu'aucun d'eux ne sera jamais, car ils sont tous les deux des "conclusions", donc il n'y a pas de place pour eux dans le nouveau monde.
Lorsque Dakota demande ce qui va leur arriver, Teddy lui révèle calmement qu'ils mourront avec tous les autres à la surface. Pour apaiser les inquiétudes de Dakota, Teddy lui demande si elle préfère faire semblant d'être quelqu'un d'autre pour avoir une chance de vivre plus longtemps, ou passer le temps qu'il lui reste en tant qu'elle-même. Elle choisit la deuxième option, à la grande satisfaction de Teddy. Juste à ce moment-là, le courant revient alors que Riley entre dans la pièce. Il dit qu'ils devront alimenter les moteurs diesel pour que le sous-marin soit pleinement fonctionnel. Lorsque Dakota lui demande comment il le sait, il révèle qu'il a servi comme officier d'armement sur le sous-marin.
Lorsque Teddy montre les clés autour de son cou, Dakota rit intérieurement, car les pionniers ont également utilisé les clés symboliquement comme quelque chose qui « déverrouillera le futur ». Dakota demande si Riley et les autres savent qu'ils vont mourir, mais Teddy dit qu'ils en sont conscients. Elle demande comment il a réussi à faire en sorte que la secte le suive jusqu'à leur perte, mais il prétend qu'il est facile d'amener les gens à vous suivre en leur offrant quelque chose en quoi ils veulent vraiment croire et en étant prêt à mourir avec eux. De retour à l'extérieur de Valley Town, Morgan attrape la hache qu'il a plantée dans le sol et rejoint les autres dans leur approche du sous-marin.

### Épisode 16:Le Commencement
- États-Unis : 13 juin 2021 sur AMC
- France : 14 juin 2021 sur Canal+ Séries (en VF)

- États-Unis : 1,05 million de téléspectateurs (première diffusion)